# Eumenes micado
Eumenes micado är en stekelart som beskrevs av Cameron 1904. Eumenes micado ingår i släktet krukmakargetingar, och familjen Eumenidae. Inga underarter finns listade i Catalogue of Life.